# Đội tuyển bóng đá quốc gia Namibia
Đội tuyển bóng đá quốc gia Namibia  (tiếng Anh: Namibia national football team) là đội tuyển cấp quốc gia của Namibia do Hiệp hội bóng đá Namibia quản lý.
Trận thi đấu quốc tế đầu tiên của đội tuyển Namibia là trận gặp đội tuyển Mauritius vào năm 1990. Thành tích tốt nhất của đội cho đến nay là lọt vào vòng 16 đội của CAN 2023.

## Danh hiệu
- Vô địch Cúp COSAFA: 0

Á quân: 1997; 1999

## Thành tích tại giải vô địch thế giới
- 1930 đến 1990 - Không tham dự
- 1994 đến 2022 - Không vượt qua vòng loại

## Cúp bóng đá châu Phi
Namibia đã 4 lần tham dự vòng chung kết Cúp bóng đá châu Phi, trong đó thành tích tốt nhất là lọt vào vòng 2 của giải năm 2023.
| Cúp bóng đá châu Phi | Cúp bóng đá châu Phi | Cúp bóng đá châu Phi | Cúp bóng đá châu Phi | Cúp bóng đá châu Phi | Cúp bóng đá châu Phi | Cúp bóng đá châu Phi | Cúp bóng đá châu Phi | Cúp bóng đá châu Phi | Cúp bóng đá châu Phi |
| Vòng chung kết: 4    | Vòng chung kết: 4    | Vòng chung kết: 4    | Vòng chung kết: 4    | Vòng chung kết: 4    | Vòng chung kết: 4    | Vòng chung kết: 4    | Vòng chung kết: 4    | Vòng chung kết: 4    | Vòng chung kết: 4    |
| Năm                  | Thành tích           | Thứ hạng1            | Số trận              | Thắng                | Hòa2                 | Thua                 | Bàn thắng            | Bàn thua             |                      |
| -------------------- | -------------------- | -------------------- | -------------------- | -------------------- | -------------------- | -------------------- | -------------------- | -------------------- | -------------------- |
| 1957 đến 1994        | Không tham dự        | Không tham dự        | Không tham dự        | Không tham dự        | Không tham dự        | Không tham dự        | Không tham dự        | Không tham dự        |                      |
| 1996                 | Vòng loại            | Vòng loại            | Vòng loại            | Vòng loại            | Vòng loại            | Vòng loại            | Vòng loại            | Vòng loại            |                      |
| 1998                 | Vòng 1               | 14 / 16              | 3                    | 0                    | 1                    | 2                    | 7                    | 11                   |                      |
| 2000 đến 2006        | Vòng loại            | Vòng loại            | Vòng loại            | Vòng loại            | Vòng loại            | Vòng loại            | Vòng loại            | Vòng loại            |                      |
| 2008                 | Vòng 1               | 14 / 16              | 3                    | 0                    | 1                    | 2                    | 2                    | 7                    |                      |
| 2010 đến 2017        | Vòng loại            | Vòng loại            | Vòng loại            | Vòng loại            | Vòng loại            | Vòng loại            | Vòng loại            | Vòng loại            |                      |
| 2019                 | Vòng 1               | 23 / 24              | 3                    | 0                    | 0                    | 3                    | 1                    | 6                    |                      |
| 2021                 | Vòng loại            | Vòng loại            | Vòng loại            | Vòng loại            | Vòng loại            | Vòng loại            | Vòng loại            | Vòng loại            |                      |
| 2023                 | Vòng 2               | 15 / 24              | 4                    | 1                    | 1                    | 2                    | 1                    | 7                    |                      |
| 2025                 | Chưa xác định        | Chưa xác định        | Chưa xác định        | Chưa xác định        | Chưa xác định        | Chưa xác định        | Chưa xác định        | Chưa xác định        |                      |
| 2027                 | Chưa xác định        | Chưa xác định        | Chưa xác định        | Chưa xác định        | Chưa xác định        | Chưa xác định        | Chưa xác định        | Chưa xác định        |                      |
| Tổng cộng            | 1 lần vòng 2         | 1 lần vòng 2         | 13                   | 1                    | 3                    | 9                    | 11                   | 31                   |                      |

- ^1 Thứ hạng ngoài bốn hạng đầu (không chính thức) dựa trên so sánh thành tích giữa những đội tuyển vào cùng vòng đấu
- ^2 Tính cả những trận hoà ở vòng đấu loại trực tiếp phải giải quyết bằng sút luân lưu
- ^3 Do đặc thù châu Phi, có những lúc tình hình chính trị hoặc kinh tế quốc gia bất ổn nên các đội bóng bỏ cuộc. Những trường hợp không ghi chú thêm là bỏ cuộc ở vòng loại

## Cầu thủ

### Đội hình hiện tại
Đây là đội hình đã hoàn thành CAN 2023.
Số liệu thống kê tính đến ngày 27 tháng 1 năm 2024 sau trận gặp Angola.
| Số | VT | Cầu thủ                      | Ngày sinh (tuổi)  | Trận | Bàn | Câu lạc bộ        |
| -- | -- | ---------------------------- | ----------------- | ---- | --- | ----------------- |
| 1  | TM | Lloyd Kazapua                | 25 tháng 3, 1989  | 41   | 0   | Chippa United     |
| 16 | TM | Kamaijanda Ndisiro           | 1 tháng 12, 1999  | 5    | 0   | African Stars     |
| 23 | TM | Edward Maova                 | 5 tháng 9, 1994   | 13   | 0   | Pretoria Callies  |
|    |    |                              |                   |      |     |                   |
| 2  | HV | Denzil Haoseb                | 25 tháng 2, 1991  | 83   | 0   | Khomas Nampol     |
| 3  | HV | Ananias Gebhardt             | 8 tháng 9, 1988   | 65   | 2   | Baroka            |
| 4  | HV | Riaan Hanamub                | 8 tháng 2, 1995   | 44   | 0   | AmaZulu           |
| 5  | HV | Charles Hambira              | 3 tháng 6, 1990   | 29   | 3   | African Stars     |
| 12 | HV | Kennedy Amutenya             | 15 tháng 7, 1996  | 15   | 0   | Gaborone United   |
| 18 | HV | Aprocius Petrus              | 9 tháng 10, 1999  | 33   | 0   | Liria Prizren     |
| 20 | HV | Ivan Kamberipa               | 3 tháng 2, 1994   | 32   | 0   | Orapa United      |
| 21 | HV | Lubeni Haukongo              | 24 tháng 9, 2000  | 7    | 0   | Cape Town Spurs   |
| 22 | HV | Ryan Nyambe                  | 3 tháng 12, 1997  | 18   | 0   | Derby County      |
|    |    |                              |                   |      |     |                   |
| 6  | TV | Ngero Katua                  | 25 tháng 7, 2001  | 12   | 0   | UNAM              |
| 8  | TV | Uetuuru Kambato              | 24 tháng 1, 1998  | 3    | 0   | African Stars     |
| 10 | TV | Prins Tjiueza                | 12 tháng 3, 2002  | 14   | 1   | Liria Prizren     |
| 14 | TV | Joslin Kamatuka              | 27 tháng 7, 1991  | 26   | 3   | Maritzburg United |
| 15 | TV | Marcel Papama                | 28 tháng 4, 1996  | 34   | 1   | Jwaneng Galaxy    |
| 17 | TV | Wendell Rudath               | 10 tháng 7, 1995  | 17   | 2   | Jwaneng Galaxy    |
| 19 | TV | Petrus Shitembi              | 11 tháng 5, 1992  | 79   | 4   | Kuching City      |
|    |    |                              |                   |      |     |                   |
| 7  | TĐ | Deon Hotto                   | 29 tháng 10, 1990 | 73   | 11  | Orlando Pirates   |
| 9  | TĐ | Bethuel Muzeu                | 22 tháng 2, 2000  | 15   | 1   | Black Leopards    |
| 11 | TĐ | Absalom Iimbondi             | 11 tháng 10, 1991 | 64   | 7   | Khomas Nampol     |
| 13 | TĐ | Peter Shalulile (đội trưởng) | 23 tháng 3, 1993  | 54   | 16  | Mamelodi Sundowns |

### Triệu tập gần đây
| Vt | Cầu thủ              | Ngày sinh (tuổi)  | Số trận | Bt | Câu lạc bộ           | Lần cuối triệu tập                        |
| -- | -------------------- | ----------------- | ------- | -- | -------------------- | ----------------------------------------- |
| TM | Philipp Katjimune    | 2 tháng 10, 1996  | 0       | 0  | Orlando Pirates      | 2023 COSAFA Cup                           |
| TM | Mervin Kazetura      | 2 tháng 5, 1997   | 0       | 0  | African Stars        | v. Cameroon; 24 March 2023 PRE            |
| TM | Nelly Rooi           | 10 tháng 8, 1998  | 0       | 0  | United Africa Tigers | v. Cameroon; 24 March 2023 PRE            |
|    |                      |                   |         |    |                      |                                           |
| HV | Steven Damaseb       | 11 tháng 10, 2002 | 4       | 0  | Blue Waters          | 2023 COSAFA Cup                           |
| HV | Stefan Amukwaya      | 3 tháng 10, 1997  | 1       | 0  | Orlando Pirates      | 2023 COSAFA Cup                           |
| HV | Gianluca Kahingunga  | 19 tháng 10, 1998 | 0       | 0  | Okahandja United     | v. Cameroon; 24 March 2023 PRE            |
| HV | Nalikewe Nalweendo   | 18 tháng 10, 1998 | 0       | 0  | Citizens             | v. Cameroon; 24 March 2023 PRE            |
| HV | Johannes Shifafure   | 4 tháng 6, 2000   | 0       | 0  | Julinho Sporting     | v. Cameroon; 24 March 2023 PRE            |
|    |                      |                   |         |    |                      |                                           |
| TV | Dynamo Fredericks    | 4 tháng 4, 1992   | 45      | 1  | African Stars        | 2023 COSAFA Cup                           |
| TV | Ralph Nghipandulwa   | 22 tháng 7, 2002  | 2       | 0  | UNAM                 | 2023 COSAFA Cup                           |
| TV | Niklas Shikomba      | 29 tháng 5, 1990  | 2       | 0  | Life Fighters        | 2023 COSAFA Cup                           |
| TV | Wolfgang Kaapanda    | 3 tháng 8, 1993   | 1       | 0  | Young Brazilians     | 2023 COSAFA Cup                           |
| TV | Simon Elago          | 28 tháng 11, 2000 | 1       | 0  | Tura Magic           | v. Cameroon; 24 March 2023 PRE            |
|    |                      |                   |         |    |                      |                                           |
| TĐ | Elmo Kambindu        | 26 tháng 5, 1993  | 28      | 9  | Chippa United        | v. São Tomé và Príncipe; 21 November 2023 |
| TĐ | Michelino Hei-Gauseb | 16 tháng 1, 1998  | 0       | 0  | Okahandja United     | v. Cameroon; 24 March 2023 PRE            |
| TĐ | Eliakim Jadsson      | 1 tháng 10, 1997  | 0       | 0  | Life Fighters        | v. Cameroon; 24 March 2023 PRE            |
| TĐ | Edmar Kamatuka       | 26 tháng 7, 2002  | 4       | 0  | African Stars        | v. Cameroon; 24 March 2023 PRE            |
| TĐ | Nehemia Ndengu       | 3 tháng 10, 1998  | 0       | 0  | Tura Magic           | v. Cameroon; 24 March 2023 PRE            |
| TĐ | Erwin Tjiuja         | 16 tháng 11, 1998 | 0       | 0  | Life Fighters        | v. Cameroon; 24 March 2023 PRE            |
| TĐ | Stofell Witbeen      | 28 tháng 11, 1999 | 0       | 0  | Okahandja United     | v. Cameroon; 24 March 2023 PRE            |